# 法米伊
法米伊（法語：Familly，法語發音：[famiji]）是法国卡尔瓦多斯省的一个旧市镇，属于利雪区。2016年，法米伊与临近的21个市镇合并为新市镇利瓦罗派多日。

## 地理
法米伊（48°58'0"N, 0°21'16"E）面积10.71 平方千米，位于法国诺曼底大区卡爾瓦多斯省，该省份为法国西北部沿海省份，北濒大西洋英吉利海峡，东北与滨海塞纳省以海上边界相接，东临厄尔省，南至奧恩省，西与芒什省接壤。
与法米伊接壤的市镇（或旧市镇、城区）包括：拉福勒蒂耶尔-阿布农、弗里亚尔代勒、默勒、阿韦讷圣古尔贡、圣欧班德博讷瓦勒。

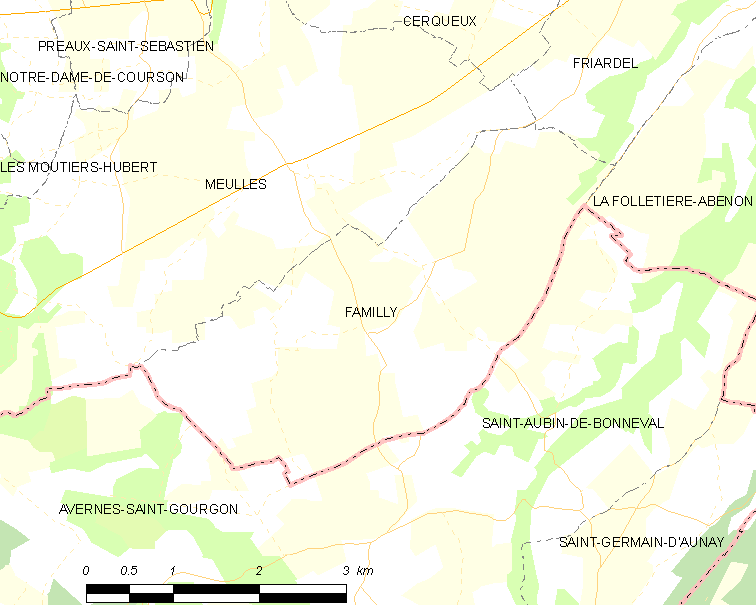
法米伊的OSM定位图

法米伊的时区为UTC+01:00、UTC+02:00（夏令时）。

## 行政
法米伊的邮政编码为14290，INSEE市镇编码为14259。

## 政治
法米伊所属的省级选区为利瓦罗派多日县。

## 人口

1962-2008年间法米伊人口变化图示

法米伊于2018年1月1日时的人口数量为117人。